# بايرون غودوين
بايرون غودوين هو عداء سريع كندي، ولد في 4 سبتمبر 1972.

## وصلات خارجية
- بايرون غودوين على موقع الاتحاد الدولي لألعاب القوى (الإنجليزية)
- بايرون غودوين على موقع اتحاد ألعاب الكومنولث (مؤرشف) (الإنجليزية)